# نیوهلیانگ

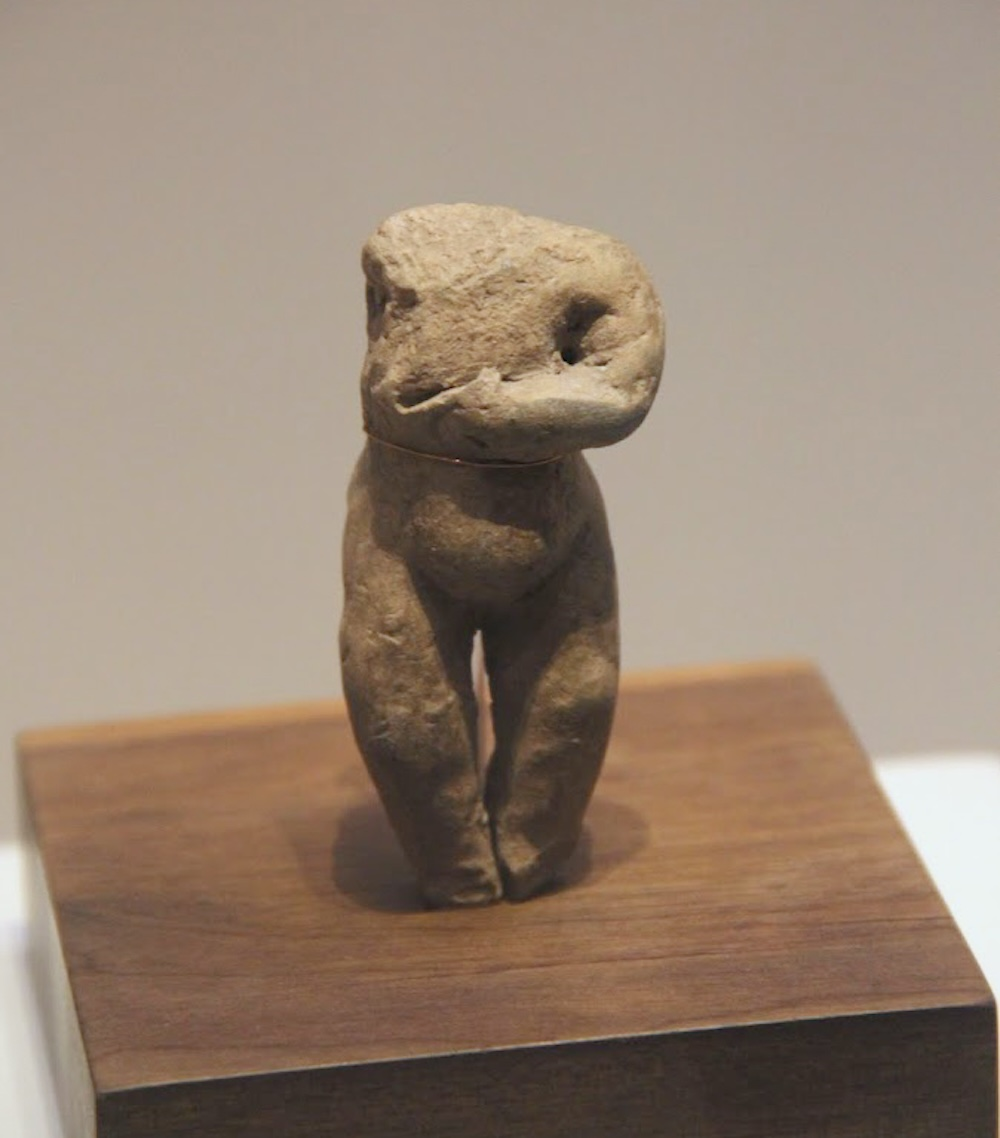
Torso زنانه، ۳۵۰۰ پیش از میلاد، فرهنگ هونگ‌شان، لیائونینگ، ۱۹۸۲. ارتفاع: ۷٫۸ سانتی‌متر. سفال قرمز-قهوه‌ای. موزه ملی چین

نیوهلیانگ (انگلیسی: Niuheliang)(چینی: 牛河梁) یک محوطه باستان‌شناسی مربوط به دوران نوسنگی در لیائونینگ، شمال شرقی چین است که در امتداد میانه و بالادست رودخانه‌های لاوها و یینگجین قرار دارد (در مرز کنونی چاویانگ و شهرستان جیانپینگ).
این محوطه در سال ۱۹۸۳ کشف شد و متعلق به فرهنگ هونگ‌شان (۴۷۰۰–۲۹۰۰ پیش از میلاد) است. شواهدی از عناصر مذهبی مانند یک پرستشگاه، قربان‌گاه و سنگ‌چین در این محل یافت شده است.

## توصیف
نیوخه‌لیانگ یک محوطه وسیع تدفینی است که روی تپه‌های مختلف در فضایی به وسعت ۵۰ کیلومتر مربع پراکنده شده است. ارتفاع این منطقه بین ۵۵۰ تا ۶۸۰ متر از سطح دریا متغیر است.
نیوخه‌لیانگ بین ۳۵۰۰ تا ۳۰۰۰ پیش از میلاد قدمت دارد و در دوره پایانی هونگ‌شان به عنوان مرکزی برای تدفین و آیین‌های قربانی‌کردن مورد استفاده قرار می‌گرفت. تاکنون هیچ نشانه‌ای از سکونت در این منطقه کشف نشده است.

## پرستشگاه
این محوطه دارای یک پرستشگاه منحصربه‌فرد بر روی سکویی از جنس خاک رس است که شامل یک قربان‌گاه و مجموعه‌ای از سنگ‌چینها بوده و در مجموع حدود ۵ کیلومتر مربع را پوشش می‌دهد. قربان‌گاه نیوخه‌لیانگ از سکوهای سنگی ساخته شده بود که بر روی استوانه‌های سفالی رنگ‌آمیزی‌شده قرار داشتند. محور شمالی-جنوبی این مجموعه با قله مرکزی کوه‌های ژوشان (猪山)، که با نام «کوه خوک» نیز شناخته می‌شود، همسو بود.
مجموعه آیینی زیرزمینی این محوطه، که بر روی یک خط‌الرأس ساخته شده و دارای دیوارهای نقاشی‌شده است، از سوی باستان‌شناسان چینی به عنوان معبد الهه نام‌گذاری شده است، زیرا در این محل یک سر سفالی زنانه با چشمانی جاسازی‌شده از جنس یشم کشف شد.
در نیوخه‌لیانگ اژدهای خوکی و تندیس‌های بزرگ سفالی برهنه نیز کشف شده‌اند. برخی از این تندیس‌ها تا سه برابر اندازه واقعی انسان‌ها هستند و ساختار داخلی آن‌ها از چوب و کاه تشکیل شده است.
در نزدیکی محوطه پرستشگاه، شش گروه از سنگ‌چینها کشف شده است که در نواحی جنوبی و غربی محوطه قرار دارند. عمده اشیای تدفینی همراه با این گورها شامل آثار ساخته‌شده از یشم بوده‌اند، اما بیشتر این گورها پیش از حفاری‌ها غارت شده بودند.

### تفسیر
باستان‌شناس گوا داشون، که مسئول حفاری این محوطه بود، بر این باور است که دو گونه حیوان در نقوش یشمی این منطقه دیده می‌شود: یکی خوک با چشمان باریک و پوزه صاف، و دیگری خرس با چشمان گرد و گوش‌های کوچک و ایستاده. او همچنین نمادهای مشابه خوک و خرس را در ظروف کشف‌شده در محوطه شیاوه‌یان مشاهده کرده است.
پرستش خرس در شمال شرق آسیا رایج بوده است، مانند قوم آینو (ژاپن) در شمال ژاپن و برخی مناطق سیبری. از این رو، گوا داشون این محوطه را در چارچوب فرهنگی گسترده‌تری در شمال شرق آسیا بررسی می‌کند.
برخی شباهت‌هایی نیز میان این محوطه و فرهنگ شینگ‌لونگوا (۶۲۰۰–۵۴۰۰ پیش از میلاد) در شمال شرقی چین مشاهده شده است.

## ساختار هرم‌مانند
یک سال پس از کشف مجموعه پرستشگاه و سنگ‌چینها، ساختاری هرم‌مانند که به شکل یک تپه طبیعی استتار شده بود، شناسایی شد. این ساختار که با نام ژوانشانزی (轉山子) شناخته می‌شود، در دوره دودمان هان (۲۲۰–۲۰۶ پیش از میلاد) به عنوان بخشی از دیوار بزرگ چین گنجانده شده بود.
این ساختار که با خاک و سنگ‌های وارداتی ساخته شده، پیچیده‌تر از سایر سنگ‌چینهای منطقه است. همچنین این محوطه شامل عناصر اصلی مانند معابد، سنگ‌چینها و سکوهایی است که بعدها در آیین پرستش نیاکان چینی مشاهده شدند، از جمله در مقبره‌های دودمان مینگ که ۵۰۰۰ سال پس از این دوره ساخته شدند.